# Brad Leland

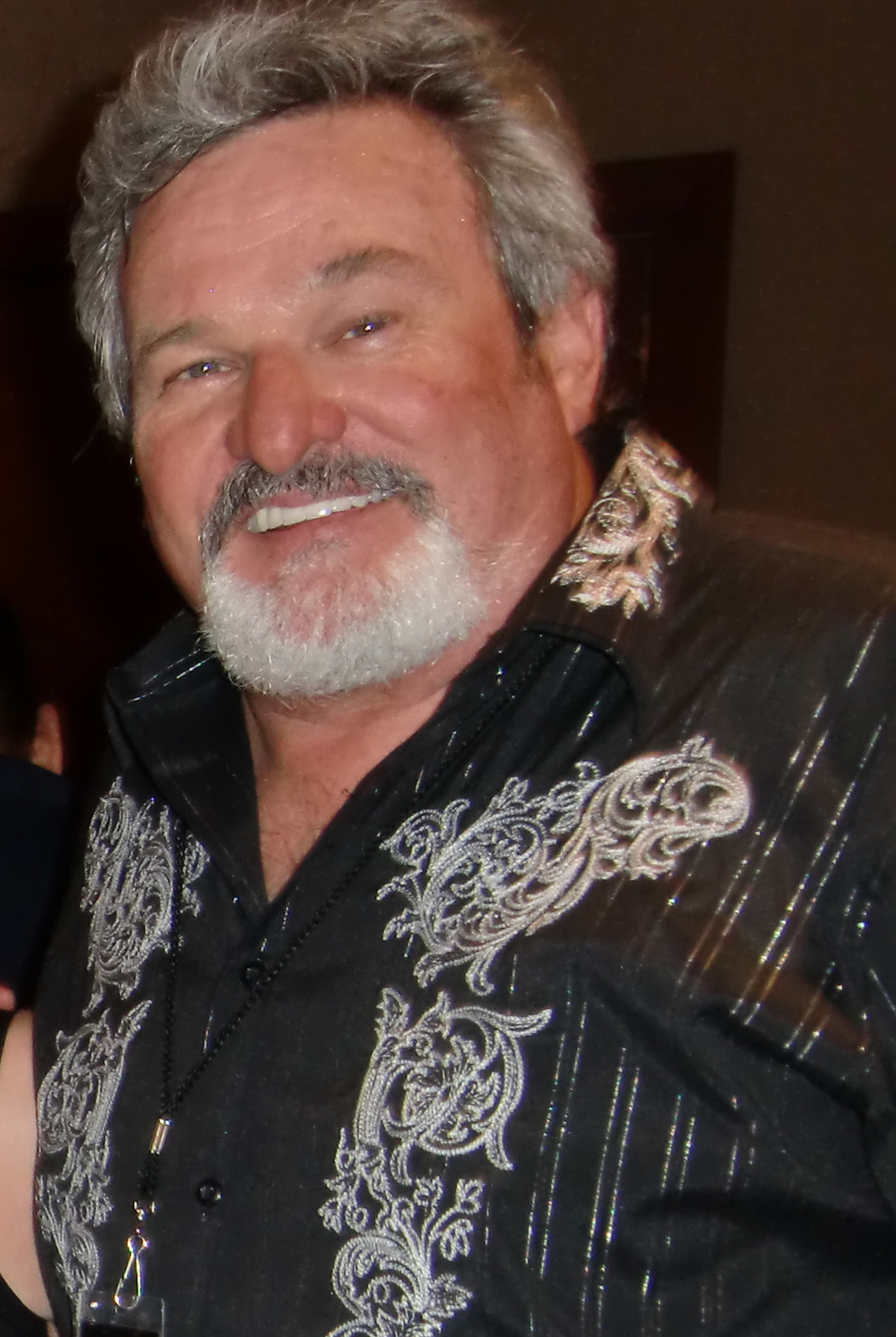
Brad Leland (2011)

Bradley „Brad“ Leland (* 15. September 1954 in Lubbock, Texas) ist ein US-amerikanischer Schauspieler, der vor allem durch die Rolle des Buddy Garrity aus der Fernsehserie Friday Night Lights Bekanntheit erlangte.

## Leben und Karriere
Brad Leland stammt aus Lubbock in Texas, besuchte die später die High School in Plano, wo er Teil des Schul-Footballteams, der Plano Wildcats, war. 1980 schloss er die Texas Tech University mit einem Bachelor in Schauspiel und Regie ab. Nach dem College zog es ihn nach Dallas, wo er an einigen Theaterstücken beteiligt war. In der gleichnamigen Serie hatte er dann auch einen seiner ersten Auftritte vor der Kamera.
Leland war seit Beginn seiner Karriere an zahlreichen Spielfilmen beteiligt, darunter Silverado, Square Dance – Wiedersehen in Texas, Shy People – Bedrohliches Schweigen, Under Cover – Ein Bulle will Rache, Blaze – Eine gefährliche Liebe, Jack Ruby – Im Netz der Mafia, Love and a .45, Die Kehrseite der Medaille, Liebe aus zweiter Hand, The Patriot – Kampf ums Überleben, The Operator, American Outlaws, Michael Bay’s Texas Chainsaw Massacre, Friday Night Lights – Touchdown am Freitag, Dabei sein ist alles, The Retur, Hancock, Die Möbius-Affäre, The Song oder Deepwater Horizon.
Neben seinen Filmauftritten ist Leland auch regelmäßig in Fernsehserien zu sehen, als Gastdarsteller etwa in In der Hitze der Nacht, The Young Riders, Scharfe Waffen – Heiße Kurven, Comanche Moon, Trauma, The Cleveland Show, Parks and Recreation, Killer Women, The Leftovers, Justified, Last Man Standing oder Angie Tribeca. Seriennebenrollen spielte er etwa in Walker, Texas Ranger, in der er von 1994 bis 1998 in verschiedenen Rollen zu sehen war. Größere Bekanntheit erlangte er vor allem durch die Rolle des Buddy Garrity, den er von 2006 bis 2011 in Friday Night Lights  verkörperte. Von 2009 bis 2010 war er als John Sullivan in einer kleinen Rolle in CSI: Miami zu sehen. Zwischen 2012 und 2016 war er als Senator Bill O’Brian Teil der Besetzung der HBO-Serie Veep – Die Vizepräsidentin.
Leland arbeitet häufiger mit Regisseur Peter Berg zusammen, der ihn etwa in Friday Night Lights, Hancock und Deepwater Horizon besetzte. Privat ist er seit 1978 mit Ramsey Williams verheiratet, die ebenfalls in einigen Schauspielrollen zu sehen war. Gemeinsam sind sie Eltern von drei Kindern. Leland war bislang an über 80 Film- und Fernsehproduktionen beteiligt.

## Filmografie (Auswahl)
- 1985: Code of Vengeance (Fernsehfilm)
- 1985: Silverado
- 1986: Dalton: Code of Vengeance II (Fernsehfilm)
- 1986: Dallas (Fernsehserie, Episode 10x06)
- 1987: Square Dance – Wiedersehen in Texas (Square Dance)
- 1987: Cross Riders – Teufelskerle auf heißen Maschinen (Winners Take All)
- 1987: Blood Rage
- 1987: Shy People – Bedrohliches Schweigen (Shy People)
- 1987: Under Cover – Ein Bulle will Rache (Under Cover)
- 1988: In der Hitze der Nacht (In the Heat of the Night, Fernsehserie, Episode 1x04)
- 1989: The Young Riders (Fernsehserie, Episode 1x07)
- 1989: Blaze – Eine gefährliche Liebe (Blaze)
- 1991: Perry Mason und die skrupellose Sensationsreporterin (Perry Mason: The Case of the Ruthless Reporter, Fernsehfilm)
- 1991: Wettlauf mit dem Tod (Stranger at My Door, Fernsehfilm)
- 1992: Jack Ruby – Im Netz der Mafia (Ruby)
- 1992: An American Story (Fernsehfilm)
- 1992: Trucker 2 (Fernsehfilm)
- 1992: Unnatural Pursuits (Fernsehserie, Episode 1x02)
- 1993: Scharfe Waffen – Heiße Kurven (Dangerous Curves, Fernsehserie, Episode 2x11)
- 1994: Hinrichtung live – Die Bestie muß sterben! (Witness to the Execution, Fernsehfilm)
- 1994: Fackeln im Sturm (Heaven & Hell: North & South, Book III, Mini-Serie, 3 Episoden)
- 1994: Love and a .45
- 1994–1998: Walker, Texas Ranger (Fernsehserie, 7 Episoden, verschiedene Rollen)
- 1995: Der Mörder in ihrem Bett (Texas Justice, Fernsehfilm)
- 1995: Die Kehrseite der Medaille (Underneath)
- 1996: Cadillac Ranch
- 1997: Liebe aus zweiter Hand (The Only Thrill)
- 1997: Die Leiche im Kofferraum (Painted Hero)
- 1997: Mehr Pech als Verstand (The Curse of Inferno)
- 1998: Dallas – Kampf bis aufs Messer (Dallas: War of the Ewings, Fernsehfilm)
- 1998: The Patriot – Kampf ums Überleben (The Patriot)
- 1999: Abilene
- 2000: The Operator
- 2000: 75 Degrees in July
- 2001: American Outlaws
- 2002: The Anarchist Cookbook
- 2003: Rolling Kansas
- 2003: Michael Bay’s Texas Chainsaw Massacre
- 2004: World Without Waves
- 2004: Friday Night Lights – Touchdown am Freitag (Friday Night Lights)
- 2005: Dabei sein ist alles (The Ringer)
- 2006: Inside Man
- 2006: The Return
- 2006–2011: Friday Night Lights (Fernsehserie, 73 Episoden)
- 2008: Comanche Moon (Mini-Serie, Episode 1x01)
- 2008: Hancock
- 2008: Buffalo Soldiers ’44 – Das Wunder von St. Anna (Miracle of St. Anna)
- 2009: Trauma (Fernsehserie, Episode 1x01)
- 2009–2010: CSI: Miami (Fernsehserie, 4 Episoden)
- 2010: The Cleveland Show (Fernsehserie, Episode 1x20, Stimme)
- 2012: Parks and Recreation (Fernsehserie, Episode 4x20)
- 2012–2016: Veep – Die Vizepräsidentin (Veep, Fernsehserie, 6 Episoden)
- 2013: The Sixth Gun (Fernsehfilm)
- 2013: Die Möbius-Affäre (Möbius)
- 2013: The Bystander Theory
- 2014: Killer Women (Fernsehserie, Episode 1x01)
- 2014: Flutter
- 2014: The Leftovers (Fernsehserie, Episode 1x01)
- 2014: The Song
- 2014: The One I Wrote for You
- 2014: Cane Creek (Kurzfilm)
- 2015: Justified (Fernsehserie, 3 Episoden)
- 2015–2016: Büro der Legenden (Le Bureau des Légendes, Fernsehserie, 12 Episoden)
- 2016: Camp Abercorn (Fernsehserie, Episode 1x01)
- 2016: Deepwater Horizon
- 2017: Last Man Standing (Fernsehserie, Episode 6x17)
- 2017: Angie Tribeca (Fernsehserie, Episode 3x03)
- 2018: The Domestics
- 2019: The Last Whistle
- 2021: Abseits des Lebens (Land)
- 2022: Hostile Territory – Durch feindliches Gebiet (Hostile Territory)
- 2023: LaRoy